# Mahoney Lake
Mahoney Lake är en sjö i Kanada.   Den ligger i provinsen British Columbia, i den södra delen av landet, 3 300 km väster om huvudstaden Ottawa. Mahoney Lake ligger 475 meter över havet. Arean är 18,0 kvadratkilometer. Den sträcker sig 0,8 kilometer i nord-sydlig riktning, och 0,4 kilometer i öst-västlig riktning.
I omgivningarna runt Mahoney Lake växer i huvudsak barrskog. Runt Mahoney Lake är det mycket glesbefolkat, med 3 invånare per kvadratkilometer.